# Polismán
Polismán es un libro de caballerías italiano, escrito por el español residente en Italia Juan de Miranda (Giovanni Miranda y publicado por primera vez en Venecia en 1572 con el título Istoria del valente cavaliero Polisman colle sue prodezze. En ediciones posteriores llevó el título Historia del valoroso cauallier Polisman nella quale, oltre alla sua origine, vita, & imprese, si contengono anco diuersi auuenimenti de viaggi, tornei, maricaggi, bataglie da mare & da terra, & infiniti generosi fatti, di altri nobilissimi cauallieri. Opera non meno vtile che diletteuole, piena di sententiosi motti, e belli esempi. Tiene 68 capítulos, en los cuales se relatan las aventuras de Polismán, hijo del duque Filiberto de Saboya y la princesa Fulgencia, hija del rey Astolfo de Provenza. Conforme al tópico de la falsa traducción, el Polismán se presenta como traducido del español, pero es indudablemente un texto original italiano.

## Argumento
A la muerte de Astolfo, rey de Provenza, le sucede su yerno Filiberto, duque de Saboya y esposo de su hija Fulgencia, quien le ha dado dos hijos, Polismán y Roselia, pero el caballero alemán Tiberio invade Provenza, da muerte a Filiberto e intenta hacer lo mismo con su hijo Polismán. La reina Fulgencia logra salvar al niño, quien es llevado a Alejandría por su preceptor Abreselao y criado allí con sus primos Félix y Leoneo, hijos del marqués de Navarra. En la corte del soldán de El Cairo, Polismán, bajo el nombre de Alejandrino, destaca por su destreza en armas, y una de las mujeres del soldán, llamada Liconia, se enamora de él. Polismán es armado caballero por el monarca cairota; Liconia le ciñe la espada y él promete ser su caballero, después de lo cual marcha a Constantinopla con su amigo Grafel, primod el soldán, para participar en unas justas, y en el transcurso del viaje tiene diversas aventuras. En Constantinopla, el joven, bajo el nombre de Caballero Ermitaño, se distingue en las justas; vence al perverso Tépido, hijo de Tiberio, y a Archifebo, hijo del emperador de Alemania, y se enamora de Listandora, hija del emperador griego, quien corresponde a sus sentimientos, lo acepta como su caballero y le da un talismán. Después Polismán protagoniza numerosas aventuras y regresa a El Cairo, donde todavía finge amar a Liconia, aunque sufre por el recuerdo de Listandora. Más tarde rescata a la hija del rey de Idumea del poder de Nastifar y a petición de Liconia marcha a ayudar a su sobrina la infanta de Media. Después, con el nombre de Caballero del León, participa con Leoneo en un torneo en Anatolia, donde reencuentra a Listandora. Después de muchas aventuras regresa a El Cairo, y ayuda al soldán en su guerra contra los reyes de Damasco y Arabia, a los cuales captura.
Enterado de que los alemanes atacaban Constantinopla, Polismán marcha al frente de un ejército egipcio en ayuda del emperador. Después de varias batallas, se suscita un combate de Polismán con Tépido y el príncipe Archifebo. El héroe da muerte a Tépido y derrota también a Archifebo, con el cual se reconcilia. Cuando el emperador de Constantinopla descubre la verdadera identidad de Polismán, le concede la mano de Listandora y promete mantener el secreto del matrimonio hasta que se recupere el reino de Provenza. Tras un altercado con el rey de Polonia, que encabezaba el ejército alemán, Polismán acepta resolver la guerra en curso con un duelo de cinco caballeros de Constantinopla contra diez caballeros alemanes. Vencedores los griegos, los alemanes levantan el sitio y se marchan. Polismán se dirige entonces a Provenza con la flota del soldán de El Cairo. En Tolosa, Polismán logra rescatar a su madre Fulgencia y a su hermana Roselia, y cuando se drige a Saboya, se enfrenta con el ejército de Tiberio y da muerte al usurpador. Con la reconquista de Saboya, Polismán es reconocido como rey de Provenza y el emperador de Constantinopla da a conocer su identidad y su compromiso matrimonial con Listandora. Después, el héroe protagoniza nuevas aventuras en las costas del África, donde una encantadora llamada Beladina se enamora de él, pero Polismán se mantiene fiel a Listandora. Tras muchas incidencias regresa a Constantinopla y contrae matrimonio con Listandora. Su primo Leoneo casa con Griseina, hija del duque de Albania, y su hermana Roselia con Archifebo. Elevado junto con su esposa al trono imperial, Polismán protagoniza todavía varias aventuras; brinda su ayuda al rey de Trapisonda y después se enfrenta al rey de Persia, que se había apoderado de Damasco, y que finalmente es derrotado. Durante su ausencia de Constantinopla, Listandora da a luz un hijo llamado Polidoro. Cuando Polismán regresa triunfalmente a Constantinopla, su esposa le solicita permanecer allí para atender los asuntos del gobierno. La obra concluye anunciando nuevas aventuras de Polismán, que serán narradas en una segunda parte. 

## Reimpresiones
La obra tuvo buena acogida en el público, ya que fue reimpresa en Venecia en 1573 y 1593 (Cristoforo Zanetti) y 1612 (Lucio Spineda). La edición de 1573 incluyó una dedicatoria del impresor Zanetti al caballero Francesco Azzoni. 

## ElPolismánde Miranda y los libros de caballerías españoles
Algunos estudiosos tempranos del género caballeresco, como Pascual de Gayangos, creyeron que el Polismán era efectivamente una traducción del libro de caballerías español Floriseo, de Fernando Bernal, con el que no tiene ninguna relación. Fuera de la coincidencia del nombre del protagonista, tampoco tiene nada que ver con el libro de caballerías español manuscrito Polismán de Nápoles, escrito por el capitán Jerónimo de Contreras.

## Estudios
La obra ha sido objeto de un pormenorizado estudio por el doctor Stefano Neri, profesor de la Universidad de Verona.